# San Josecito (Alajuelita)
San Josecito è un distretto della Costa Rica facente parte del cantone di Alajuelita, nella provincia di San José.